# تطوير عقاري

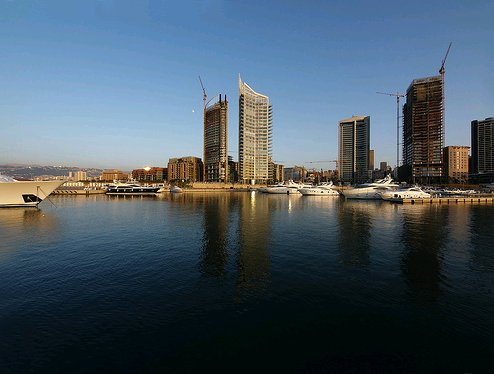
مشروع تطوير عقاري بمدينة بيروت

التطوير العقاري هو نوع الأعمال التجارية ذات الأوجه المتعددة والتي تشمل أنشطة تبدأ من نطاق الإصلاح والتجديد للمباني القائمة أو التأجير لها وحتى شراء الأراضي الخالية ثم بيع الأراضي المطورة بعد ذلك، والمطورون العقاريون هم المنسقون بين الأنشطة المختلفة السابقة والذين يقومون بتحويل الأفكار المبتكرة على الورق إلى واقع على الأرض في شكل عقارات

ولا بد من التفريق بين التطوير العقاري وصناعة التشييد، فالمطور العقاري يقوم بشراء الأرض ثم يقوم بتمويل المشروع وبالاتفاق مع مقاول تشييد يتم بناء العقار.
مراحل التطوير العقاري
1. دراسة وتحليل السوق.
  1. تحديد منطقة التطوير
  2. تحديد مستوى الطلب الحالي والمستقبلي لأي منتج عقاري.
  3. تحديد مستوى العرض الحالي والمستقبلي.
  4. دراسة الجدوى الاقتصادية لمشروع التطوير.
2. اختيار الموقع.
3. الحصول على العقار.
4. التخطيط والتصميم.
5. التمويل.
6. التشييد والبناء.
7. التسويق العقاري.
8. الترويج.[3]